# Sonya Taaffe
Pour les articles homonymes, voir Taaffe.
Sonya Taaffe est une auteure de fiction et de poésie basée au Massachusetts. Elle a grandi à Arlington et Lexington et fut diplômée de l'Université Brandeis en 2003, où elle a obtenu un BA et MA en études classiques. Elle a également obtenu un MA en études classiques de l'Université Yale en 2008.
Taaffe a été publiée pour la première fois en 2001, avec Shade and Shadow dans Not One of Us, Turn of the Century, Jack-in-the-Green dans Mythic Delirium et Constellations, Conjunctions dans Maelstrom Speculative Fiction. Taaffe écrit souvent pour le petit magazine de presse Not One of Us, dont elle est la rédactrice en chef du site Internet. Elle a été co-éditrice du département de poésie du magazine Strange Horizons aux côtés d'A. J. Odasso et Romie Stott jusqu'en 2016.
Taaffe a proposé le nom Vanth pour le satellite de la planète naine potentielle Orcus à son découvreur Mike Brown, qui a été approuvé par l'Union astronomique internationale,.

## Influences
Parmi ses influences, Taaffe mentionne notamment Angela Carter, qui l'a impressionnée avec « un langage à la fois voluptueux, exagéré et précis ». Elle inclut également Harlan Ellison, Theodore Sturgeon, Ursula K. Le Guin, Tanith Lee, Patricia McKillip, Susan Cooper, Diana Wynne Jones, Jane Yolen, Caitlin R. Kiernan, Kathe Koja et Peter Beagle.

## Récompenses
Le poème de Taaffe Matlacihuatl's Gift a remporté le prix Rhysling en 2003 et son poème Follow Me Home est apparu dans The Year's Best Fantasy and Horror 2008: 21st Annual Collection. Sa nouvelle Retrospective a été présélectionnée pour le prix Fountain de la Fondation de littérature spéculative en 2004 et son poème Muse s'est classé deuxième pour le Dwarf Stars Award en 2008. La collection de Taaffe Forget the Sleepless Shores a été finaliste du Prix littéraire Lambda en fiction spéculative LGBT.